# Rhye’s and Fall of Civilization
Rhye’s and Fall of Civilization — одна из самых популярных модификаций для игры «Civilization IV» и её официальных дополнениях: «Civilization IV: Warlords» и «Civilization IV: Beyond the Sword» (в Beyond the Sword включена в официальный дистрибутив игры). Создана итальянцем Габриелем Тровато, также известным под ником Rhye, и является его фанатским творчеством. Игра проходит на готовой карте Земли, а в игровой процесс внесены многочисленные изменения и улучшения.
Также для «Civilization IV: Beyond the Sword» автором сделаны ещё две версии модификации: Rhye’s and Fall of Civilization Multiplayer (можно играть сразу за неограниченное количество цивилизаций нескольким игрокам или одному в режиме «Hotseat») и Rhye’s and Fall of Civilization RAND (игра происходит на случайных, созданных при помощи генератора картах). Эти версии в официальный дистрибутив Beyond the Sword не входят.
Название модификации читается точно так же, как словосочетание «Rise and Fall of Civilization», которое переводится как: «Возникновение и падение цивилизации». Сокращённое название: «RFC».

## Общее описание
Центральной темой Rhye’s and Fall of Civilization является симуляция исторического процесса силовых сдвигов между империями. Хотя Civilization 4 устроена так, что цивилизации со временем просто становятся более сильными (если их не разрушат), RFC привносит в игру новый механизм, при котором цивилизация может распасться на независимые государства, но может и возродиться при определённых обстоятельствах, скинув оковы иноземного владычества и сплотив независимые города, когда-то входившие в состав этой цивилизации.
Это означает, что в одной игре несколько цивилизаций могут погибнуть ещё до того, как другие только возникнут, а в другой — все цивилизации просуществуют до XXI века. Например, в отдельной игре и Китай, и Рим могут пасть под внешними ударами и прекратить своё существование как цивилизации (с возможностью возродиться в игре позже), а могут отразить нашествия варваров и развиваться до поздних эпох. Создание условий для подобных прорывов может стать ключевой стратегией игроков.
Целый ряд событий ведет к коллапсу империи. В их числе завоевание более трети городов варварами или более половины одним противником за короткий период. Это также происходит, когда цивилизация полностью вытесняется со своей родной территории и её окрестностей. Другим критическим фактором является внутреннее положение, которое определяет стабильность империи.
Разрушение цивилизации игрока происходит особым путём. После дезинтеграции и начала гражданской войны один из городов (столица) остается под управлением игрока, что даёт возможность воссоздать империю заново. Когда столицу игрока захватывают враги, они могут отправить его персонажа в изгнание в другую, более слабую цивилизацию. Если он хочет вернуться обратно, как это удалось Наполеону, то ему придётся освободить столицу за ограниченное число ходов. И в этом случае старые враги снова объявят войну игроку.
Исчезнувшие цивилизации имеют шанс вернуться в игру, когда одна из цивилизаций открывает технологию национализм. Распространение идей о свободе в этот период может спровоцировать революционный подъём погибших цивилизаций: если к тому времени уничтожено достаточно держав и если существующая империя имеет низкий уровень стабильности, некоторые города на территории старой цивилизации могут объявить независимость и изгнать иностранные гарнизоны. В этом случае завоеватели (игрок или ИИ) должны решить, подавлять ли восстание или же признать возрождённую цивилизацию.

## Особенности

### Уникальная сила
В RFC нет бонусных свойств лидеров (traits); они заменены системой уникальных сил (способностей), которыми каждая цивилизация обладает в соответствии со своей исторической ролью:
- Египет — монархия и рабовладение доступны ещё до старта;
- Индия — революции не вызывают анархию;
- Китай — ускоренное производство отрядов ближнего боя и пороховых отрядов;
- Вавилон — захваченные города не оказывают сопротивление;
- Греция — великие люди рождаются чаще, вследствие чего цивилизация может значительно обогнать другие цивилизации периода античности и средневековья;
- Карфаген может покупать и содержать наемников в два раза дешевле остальных цивилизаций;
- Персия — возрастание стабильности после захвата очередного города;
- Рим — наличие развитой инфраструктуры дорог, дающей четырёхкратное ускорение движения;
- Япония — военные отряды получают бонус в защите городов;
- Эфиопия — державы не могут предъявлять территориальные требования к этой стране посредством конгресса;
- Майя — снижена стоимость и увеличена скорость развития технологий;
- Викинги — сухопутные и морские отряды получают в 5 раз больше золота при разрушении вражеской инфраструктуры;
- Арабы — государственная религия распространяется на захваченные города;
- Кхмеры — сухопутные отряды могут проходить в джунгли;
- Испания — морские отряды имеют преимущество в скорости, что дает им преимущество в открытии и колонизации Нового Света;
- Франция — другие державы относятся к этой стране более дружелюбно; европейские государства охотнее голосуют за неё на конгрессе;
- Англия — морские отряды имеют преимущество на море;
- Германия — бесплатные улучшения отрядов после открытия индустриализации;
- Россия — благодаря зиме отряды противника на её территории каждый ход получают 10 % урона;
- Нидерланды — морские отряды могут игнорировать отсутствие открытых границ с другими государствами
- Мали — преимущества в получении золота;
- Португалия может делать лучшие карты, и потому её морские отряды обладают лучшей видимостью;
- Инки могут использовать Анды и другие горы с помощью террас, при этом горы остаются непроходимыми;
- Монголия — разрушение одного города может спровоцировать сдачу другого близлежащего города;
- Ацтеки имеют больший шанс на отдачу поверженного отряда в рабство;
- Турция — при захвате или основании города культура этой страны становится доминирующей, при этом ассимилируя иностранную культуру и предотвращая волнения;
- Америка — в случайные моменты жители наиболее несчастных городов мигрируют в эту страну, принося с собой свою культуру.

Учитывая разное время старта, каждая цивилизация получила свои собственные бонусы и штрафы сложности. Их эффекты представлены в виде рейтингов на экране выбора цивилизации в начале игры. Каждый параметр оценивается по пятибалльной шкале. К таким параметрам относятся:
- экономика (лидеры: Мали, Индия, Англия, США, Карфаген, Аравия);
- производство(лидеры: США, Германия, Россия , Китай, Монголия);
- культура (лидеры: Аравия, Китай, Индия, Греция, Рим, Франция, Египет, Вавилония, Персия, Турция);
- рост (лидеры: США, Япония, Россия, Монголия, Англия, Франция, Германия, Голландия, Португалия, Испания);
- стартовые условия (лидеры: Россия, Индия).

Также эти параметры влияют и на то, как ИИ будет развиваться: строить мельницы или рудники, мастерские или фермы и т. п. Страны с развитым «ростом» будут стремиться иметь много колоний, в то время как те, кто имеет развитую «культуру» — будут уделять внимание именно ей. Самым лёгким считается старт России из-за возможности быстро освоить огромные территории с множеством ресурсов при отсутствии конкурентов. Самым сложным считается старт США, поскольку они поздно выходят на политическую арену, к тому же в Северной Америке имеются колонии хорошо развитых европейских империй.

### Историческая победа
Каждая цивилизация может добиться «Исторической победы», выполнив 3 особых условия, которые соответствуют их реальным историческим достижениям или целям. Таким образом, даже цивилизации с неблагоприятными стартовыми условиями имеют шанс на успех. Например:
- Египту надо построить пирамиды, Александрийскую библиотеку и Великий маяк;
- Индия — основать буддизм и индуизм;
- Вавилон — открыть письменность, свод законов и монархию;
- Греция — открыть литературу, драматургию и философию;
- Майя — открыть календарь, построить Чичен-Ицу;
- Викинги — первыми основать город в Америке;
- Арабы — обратить 40 % населения мира в ислам;
- Англия — первыми совершить кругосветное путешествие;
- Россия — колонизировать Сибирь;
- Нидерланды — первыми основать город в Австралии и т. п.

### Государства и их названия
В этом сценарии названия стран могут меняться в зависимости:
- от величия (когда Англия основывает много колоний — она становится Великобританией);
- от эпохи (до Средневековья Египет является Древним царством, а во время и после — Новым царством);
- от религии (обычно Испания является королевством, но если испанцы — мусульмане, то это будет Испанский халифат, а в случае Мали — Исламская малийская империя);
- от состояния (независимые ацтеки — Ацтекский союз, а если они вассалы, то могут стать колонией, провинцией, графством, доминионом, конфедерацией, эялетом и т. д.; если сюзереном Мали является Турция, страна будет называться Эялет Мали. Также зависит от строя сюзерена; если феодальный, то графство, а если демократический, то парламент или конфедерация);
- от парадигм (феодальная Франция — королевство, капиталистическая — империя, коммунистическая — коммуна, демократическая — республика).

### Религии
Как и в обычной «Цивилизации», религии основываются при открытии определённых технологий, но имеются следующие особенности.

#### Буддизм и индуизм
Почти в каждой игре буддизм и индуизм основываются в Индии. У трёх других ранних цивилизаций (Египта, Вавилона и Китая) на это нет шансов, если за Индию играет ИИ, а не человек, дающий им фору, так как вместо мистицизма, который у Индии открыт уже на старте, у этих цивилизаций совсем другие базовые технологии.
Основать буддизм и индуизм — одно из трёх условий исторической победы Индии, и оно практически всегда выполняется, но наряду с ним есть довольно сложное: основать как минимум 5 религий, то есть кроме буддизма и индуизма — ещё 3 из 5 оставшихся. Для этого нужно иметь очень развитую науку, а значит, экономику.

#### Иудаизм
Иудаизм основывается с открытием монотеизма, но существует очень высокая вероятность того, что он появится намного раньше в независимом Иерусалиме, который уже есть на карте в самом начале игры (тогда как некоторые независимые или варварские города появляются на карте в определённый год и в определённом месте). Также есть маленькая вероятность, что в Иерусалиме зародится и христианство, но она очень незначительна.
Во-первых, Иерусалим очень часто бывает захвачен какой-либо цивилизацией, обычно уже после основания иудаизма, но всё равно достаточно рано. Во-вторых, даже если Иерусалим будет оставаться независимым вплоть до 620 года (после чего автоматически перейдёт под контроль Аравии и будет переименован в Аль-Кудс), и богословие к этому году не будет открыто, то необязательно христианство там зародится, просто существует вероятность этого. Иудаизм же там появляется всегда, если монотеизм не будет кем-либо быстро открыт или город не будет быстро захвачен (или уничтожен) какой-либо цивилизацией или варварами.

#### Даосизм и конфуцианство
Даосизм и конфуцианство, скорее всего, появятся в Китае, но этот случай не совсем аналогичен Индии. Китай будет подвергаться нападению варваров. Вероятность того, что Китай получит от них серьёзный ущерб — очень мала, но она существует. Если Китай получит от них серьёзный урон, то может и не успеть открыть нужные технологии, а то вовсе быть ими полностью уничтожен или захвачен.
Но как правило, эти религии основываются именно в Китае.

#### Христианство
Место зарождения христианства — самое неоднозначное. Самые высокие шансы имеют Рим и Греция, но это могут быть и Вавилон, Персия, Египет, Карфаген, независимый Иерусалим, Эфиопия. Одно из условий исторической победы Эфиопии — основать хотя бы одну религию и теоретически это могут быть только христианство и ислам.
Если до 620 года христианство нигде не будет основано, то Мекка станет столицей сразу двух религий. Исключений из этого правила быть не может, так как божественное право невозможно открыть без богословия (то есть основать ислам, пока нигде не основано христианство — нельзя), но у арабской цивилизации обе эти технологии уже открыты при старте.

#### Ислам
Ислам почти всегда появляется одновременно с арабской цивилизацией. Если божественное право уже было кем-то открыто, то ислам будет основан там, но такое бывает редко. В любом случае, добиться того, чтобы 40 % мирового населения были мусульманами — одно из условий исторической победы Аравии, уникальная сила которой заключается в том, что после захвата города в него автоматически распространяется ислам и в нём появляются исламский храм и мечеть.

### Стабильность
Оценка стабильности империи изображается иконкой в табло счёта на основном экране игры. Игрок может следить за основными параметрами стабильности на экране финансового советника.
Различные факторы влияют на уровень стабильности: комбинация определенных институтов власти, продолжительная анархия, опустошение казны или поражение в войне могут быстро привести к расколу империи и, более того, к гражданской войне. С другой стороны, стабильность постепенно возвращается и может быть укреплена многими скрытыми факторами, такими как строительство правительственных центров, развитие инфраструктуры или соглашения с другими цивилизациями.
Институты власти (civics) играют важную роль в поддержании стабильности империи: большинство из них обладают положительными или отрицательными эффектами в зависимости от определенных обстоятельств. Совпадение отдельных событий может быть особенно опасным и вызвать негативные последствия, которые продолжаются более одного хода (такие как Великая депрессия, посткоммунистической кризис или проблемы перехода к демократии). Эти факторы наносят серьёзный удар по стабильности цивилизации.
Появилась новая категория институтов власти — «Экспансия», которая влияет только на стабильность. И теперь игроки (и ИИ-оппоненты) имеют возможность усилить и стабилизировать свою империю посредством выбора подходящей системы экспансии.

### Конгрессы
Концепция конгрессов основывается на известных исторических конгрессах в истории, таких как Венский конгресс 1815 года и Версальский мирный договор 1919 года.
Она работает следующим образом: конгрессы проводятся каждые 25 ходов (начиная с момента открытия национализма любыми 3 цивилизациями) в случайно выбранном городе. Приглашаются три первые по очкам государства, остальные пять выбираются случайным образом из остальных. Каждая сторона может претендовать на один чужой город, и все участники конгресса голосуют (за, против или воздерживаются) по каждому предложению.
ИИ выбирает для себя город, исходя из того, владел ли он им раньше, находится ли он в зоне территориальных интересов ИИ, достаточно ли город близок к его границам или находится ли он в зоне стабильности. Таким же образом определяются 5 городов на выбор для игрока.
Голосование ИИ зависит от таких факторов, как отношения лидеров и память о войнах с заинтересованными сторонами (владельцем города и претендентом на него), от баланса сил между ними (поддержит небольшую цивилизацию и будет против мирового лидера) и конкретных стратегических соображений (Китаю не понравится большая Монголия, например).
Игрок также может подкупить участников конгресса проголосовать в интересах игрока. Но они могут возмутиться этим предложением и будут голосовать против всего, что игрок поддерживает.
Игрок может отказаться покинуть требуемый город, тогда каждая из цивилизаций, проголосовавшая за его передачу, может сразу же объявить войну.

### Эпидемия
Эпидемии в игре возникают случайным образом несколько раз и распространяются через границы и торговые пути, как это и происходило в истории. Каждая эпидемия, приходя в город, убивает самый слабый отряд, исключая механические (катапульты, требушеты, пушки и флот), и в последующие ходы наносит ущерб следующему по силе отряду. Они добавляют новую проблему для игрока: поддержание определенного уровня здоровья будет очень важно для сокращения срока эпидемии. Эпидемии исчезают только после открытия медицины.

### Наёмники
Нанимать наёмников на службу или делать доступными для найма свои войска можно на специальном экране, который вызывается с помощью небольшой кнопки с иконкой топора в левом верхнем углу. Наёмники есть в игре только до открытия национализма, который изменит военные доктрины и приведёт к быстрому исчезновению наемных войск.
В реальной истории наёмники повсеместно использовались в военных действиях со времен Древнего Египта и Карфагена и до XVI века, времени швейцарских гвардейцев и ландскнехтов. Игрок может отдать в наёмники свои отряды, выбрав их для этого в специальном окне. Если другое государство возьмет наемников игрока к себе на службу, игрок будет получать с них доход.

### Ресурсы
В игре реализовано динамическое появление ресурсов на определенной клетке в определенный ход. К примеру, в течение эпохи колонизации в Америке и Африке будет появляться все больше лошадей, коров, вина, пшеницы и сахара, в то же время в Старом Свете будет развиваться выращивание кукурузы и риса.

### Посольства
В обычной «Цивилизации» можно моментально связаться с каждым из лидеров даже на начальном этапе игры, что может показаться игроку не очень реалистичным. Подобная ситуация больше не повторится, так как периодически игрок теряет связь с правителями дальних стран. Для разрешения этой ситуации необходимо открывать посольства других цивилизаций в своих городах (посольство автоматически построится и у дипломатического партнера). После открытия электричества контакты с иностранными лидерами уже не прерываются.
Посольства можно создавать после открытия гражданской службы и бумаги, но обмениваться посольствами с цивилизациями, с которыми игрок находится в состоянии войны, нельзя, и при начале военных действий они взаиморазрушаются. Кроме того, в одном городе не может быть более 5 посольств.

## Dawn of Civilization
В 2010 выходит игра «Civilization V», и Габриель прекращает разработку модификации для игры «Civilization IV». Однако у него появляется идейный преемник в лице разработчика под ником Leoreth, который создает на основе RFC свою модификацию «Dawn of Civilization» (DoC). Leoreth развивает идею Габриэля, историческую концепцию взлета и падения империй, основанную на механизме стабильности, но этим не ограничивается. На 2016 год существует версия модификации v1.14.
RFC была создана в рамках дополнения Beyond the Sword. DoC выходит за эти рамки и пытается сделать исторический симулятор ещё лучше, включив в контент сверх того, что предложено в Beyond the Sword. Это наиболее ярко проявляется во включении дополнительных цивилизаций, а также и во многих правилах и изменений в механике игры. При этом автор модификации считает, что идеальная историческая точность не является целью DoC, предоставляя игроку делать свои интересные решения и видеть их влияние на мир. Таким образом, вместо принудительных или скриптовых исторических событий DoC пытается включить события и механики, которые стимулируют развитие событий вдоль исторических линий. В DoC каждая функция должна служить чёткой цели в улучшении историчности или геймплея.